# Jean-Antoine Verdier
Jean-Antoine Verdier (Toulouse, 2 mei 1767 - Mâcon, 30 mei 1839) was een Frans generaal tijdens de Coalitieoorlogen.

## Biografie
Op 18-jarige leeftijd ging Verdier in dienst in het Franse leger. Hij diende als Aide-de-camp onder Pierre François Charles Augereau in de Pyreneeën. In 1795 werd hij benoemd tot brigadier. Tijdens de Slag bij Castiglione werd hij tot generaal bevorderd. Verdier nam ook deel aan de Expeditie van Napoleon naar Egypte en wist zich daar te onderscheiden.
Na zijn terugkeer in Europa ging hij dienen onder Joachim Murat. Hij werd samen met Murat in 1808 overgeplaatst naar Spanje. Toen dat land in opstand kwam tegen Napoleon kreeg Verdier de opdracht om Zaragoza te belegeren. Hierin wist hij niet te slagen. Een paar jaar later nam hij ook deel aan de Franse invasie in Rusland, waar hij gewond raakte en werd teruggestuurd naar Frankrijk.
Hij was een van de onderaanvoerders van Napoleon tijdens de Honderd Dagen. Na de Slag bij Waterloo nam hij ontslag uit het leger. Hij stierf in 1839.

## Bron
- Charles Mullié: Biographie des célébrités militaires des armées de terre et de mer de 1789 à 1850, 1852

- Bibliothèque nationale de France: cb106723390 (data)
- International Standard Name Identifier: 0000 0000 0447 743X
- Base Léonore: LH//2688/4
- Système universitaire de documentation: 167059548
- Virtual International Authority File: 2460744